# Oene Bottema

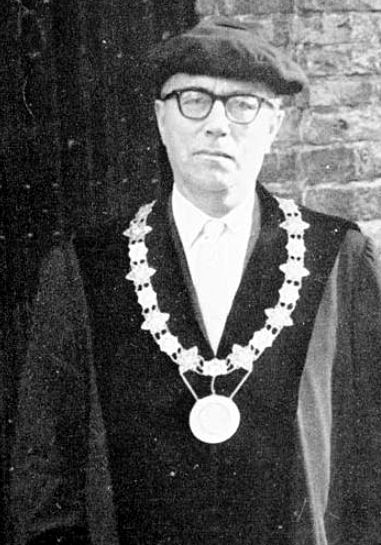

Oene Bottema (* 25. Dezember 1901 in Groningen; † 30. November 1992 in Delft) war ein niederländischer Mathematiker, der sich mit Geometrie befasste, speziell Kinematik.

## Leben
Bottema ging auf die Höhere Bürgerschule in Groningen und studierte bis 1924 Mathematik und Physik an der Universität Groningen. Danach war er Lehrer an der Höheren Bürgerschule in Groningen und anderen Städten, wobei er 1931 bis 1935 auch als Privatdozent an der Universität Groningen lehrte und 1937 bis 1940 in Leiden. 1933 bis 1935 leitete er die Höhere Bürgerschule in Sappema. 1927 wurde er bei Willem van der Woude an der TH Delft promoviert (Figuur van vier kruisende rechte lijnen). Die Dissertation war über die projektiven Eigenschaften eine Figur aus vier schräg zueinander gelagerten geraden Linien (sogenannte Voss-Quadrupel). In seiner Zeit als Lehrer publizierte er im Mittel eine mathematische Arbeit pro Jahr und er veröffentlichte ein Buch. 1935 bis 1941 war er Direktor der Höheren Bürgerschule in Deventer und ab 1941 Professor an der Technischen Hochschule Delft. 1951 bis 1959 war er Rektor der Hochschule. Danach wandte er sich wieder der Forschung zu (Geometrie, Kinematik).
1961 traf er bei einem Besuch in den USA Ferdinand Freudenstein und begann eine Zusammenarbeit mit diesem und Freudensteins Schüler Bernard Roth, wobei Bottema seine enzyklopädische Kenntnis der Geometrie einbrachte, die er dort vielfach anwenden konnte. Er setzte seine wissenschaftliche Arbeit bis wenige Jahre vor seinem Tod fort. Neben seiner Karriere in der Mathematik hatte er auch eine als Universitäts- und Schulmanager. Er war vielseitig gebildet und nannte eine Sammlung seiner Vorträge Steen en Schelp (Stein und Schale) nach einer Stelle aus The Prelude des englischen Dichters William Wordsworth (Stein symbolisierte darin Geometrie und die Schale die Dichtkunst).
Zu einer Zeit als sich die Mathematik in eine abstrakte Richtung bewegte war Bottema an klassischer Geometrie interessiert, die dann in den 1960er Jahren zunehmend von Bedeutung für die Kinematik von Maschinen wurde. 1928 veröffentlichte er einen Aufsatz über die Einführung von Koordinaten in der projektiven Geometrie. In seinem Buch über ebene Geometrie stellte er eine Gleichung auf, die notwendige und hinreichende Bedingungen für die Fußpunkte von Dreiecken gibt. In der Kinematik ist er für die Einführung der Methode der instantanen Invarianten bekannt. Dabei wird eine Beschreibung der Bewegung eines bewegten Bezugssystems in Relation zu einem ruhenden Bezugssystems durch die Wahl der Parameter so festgelegt, dass möglichst viele Koeffizienten der Taylorentwicklung verschwinden und die übrigen Invarianten der euklidischen Bewegungsgruppe sind.
Zu seinen Doktoranden gehört Hans Lauwerier.
Er war Träger des Ordens vom Niederländischen Löwen (Ritter) und des Ordens von Oranien-Nassau (Kommandeur).
1930 heiratete er Femmy Berendsen (gestorben 1981), mit der er einen Sohn und eine Tochter hatte.

## Schriften
- De elementaire meetkunde van het platte vlak, Groningen, Noordhoff 1938
- mit Bernard Roth: Theoretical Kinematics, North Holland 1979
- Hoofdstukken uit de Elementaire Meetkunde, Epsilon-Uitgaven 1987

- englische Ausgabe: Topics in Elementary Geometry, Springer 2008